# Proneomenia acuminata
Proneomenia acuminata is een Solenogastressoort uit de familie van de Proneomeniidae. De wetenschappelijke naam van de soort is voor het eerst geldig gepubliceerd in 1892 door Wirén.